# Teno
Teno är även det finska namnet på Tana kommun i Norge. För TeNo, se Technische Nothilfe.
Teno är en stad och administrativ huvudort i kommunen med samma namn. Teno ligger i Curicóprovinsen i Mauleregionen i centrala Chile. Kommunen har en yta på 618,4 km² och hade en befolkning på 25 596 invånare år 2002.